# Anatol Firsowicz
Anatol Firsowicz (ur. 11 lutego 1956 w Widowie, zm. 12 listopada 2004 w Warszawie) – polski żołnierz i seryjny morderca określany jako „Dusiciel z Podlasia”. W latach 1971–1977 zamordował na Podlasiu trzy dziewczyny, popełniając zbrodnie na tle seksualnym.

## Zbrodnie
Anatol Firsowicz pochodził ze wsi Widowo pod Bielskiem Podlaskim. Był synem alkoholika, systematycznie znęcającego się nad rodziną fizycznie i psychicznie. Uczył się bardzo źle i trzy razy musiał powtarzać klasę. Był introwertykiem, stroniącym od towarzystwa rówieśników. Będąc nastolatkiem dokonywał kradzieży oraz włamań. Wówczas zaobserwował u siebie obsesję na punkcie seksu. Miesiąc przed swoimi piętnastymi urodzinami, 9 stycznia 1971, zauważył idącą do szkoły 10-letnią Antoninę Weremiejuk. Zaczął śledzić dziewczynkę w zamiarze jej zgwałcenia. Gdy ją dogonił, zaproponował, że pokaże jej zająca złapanego we wnyki. Dziewczynka poszła z nim na pole i wówczas została zaatakowana przez nastolatka. Broniła się tak zaciekle, że w trakcie szamotaniny Firsowicz udusił ją znalezionym kawałkiem drutu. Do gwałtu nie doszło. Sprawca zakopał zwłoki pod znajdującym się na polu brogiem. Szczątki Antoniny Weremiejuk zostały odnalezione dopiero w 1977, po aresztowaniu Firsowicza. Rok po zbrodni, nastolatek trafił do poprawczaka, za popełnione kradzieże i włamania. 
Po wyjściu z poprawczaka w 1975 Firsowicz zatrudnił się w przedsiębiorstwie remontowym. W sierpniu 1975 zakład wykonywał remont szkoły w Siematyczach. 26 sierpnia 1976 Firsowicz chodził po mieście kilka godzin, w poszukiwaniu kobiety, która odbędzie z nim stosunek seksualny. Gdy poszukiwania nie przyniosły skutku, zauważył 14-letnią Teresę Olszową. Zaczął w wulgarny sposób zaczepiać ją i wówczas nastolatka zaczęła uciekać. Firsowicz dogonił dziewczynę i wciągnął ją do lasu. Następnie zdarł z niej bluzkę i za jej pomocą udusił ofiarę. Zwłoki zakopał w tym samym lesie. Dwa tygodnie później ktoś podrzucił do siemiatyckiego kościoła list, w którym poinformował, że znalazł zwłoki dziewczyny w lesie. W liście wskazano dokładne miejsce znaleziska. Ksiądz dostarczył list milicji i ta odnalazła zwłoki we wskazanym miejscu 15 września 1976. Nigdy nie ustalono, kto był autorem tego listu. 
W kwietniu 1977 Firsowicz zaciągnął się do Marynarki Wojennej i uzyskał stopień starszego marynarza. Służbę pełnił w Świnoujściu, a w październiku 1977 otrzymał przepustkę i pojechał do Widowa w celu odwiedzenia rodziny. 1 listopada 1977 w Bielsku Podlaskim zamordował 19-letnią studentkę, Barbarę Iwaniuk, która po zmroku szła na dworzec kolejowy. Kobieta została uduszona sznurkiem podczas próby gwałtu. Jej zwłoki znaleziono następnego dnia na brzegu rzeki Biała. Obok ciała natrafiono na męską kurtkę ortalionową, którą zgubił Firsowicz. Gdy milicja zebrała dowody i opuściła miejsce zbrodni, Firsowicz przyszedł tam w poszukiwaniu pozostawionej kurtki. Był ubrany w mundur Marynarki Wojennej, co przykuło uwagę okolicznych mieszkańców, którzy zawiadomili o tym fakcie milicję. Świadkowie widzieli go również dzień wcześniej na wspomnianym dworcu kolejowym w mieście. Śledczy skontaktowali się z wojskiem i poprosili o podanie personaliów żołnierzy z rejonu Bielska Podlaskiego, którzy przebywają na przepustce. Jedynym żołnierzem był Anatol Firsowicz. Został aresztowany. Jego zapach na miejscu zbrodni rozpoznał milicyjny pies, a w domu jego rodziców znaleziono sznurek, którym uduszono Barbarę Iwaniuk. Po przedstawieniu dowodów, Firsowicz przyznał się do winy, a także do zamordowania Antoniny Weremiejuk oraz Teresy Olszowej. Przyznał, że planował zgwałcić każdą z ofiar, jednak nie zrobił tego, gdyż każda z dziewczyn zginęła w trakcie stawiania mu oporu. Wskazał również miejsce ukrycia zwłok Weremiejukówny. 

## Proces i późniejsze życie
Wyrokiem Sąd Wojewódzkiego z 14 stycznia 1980 Anatol Firsowicz został skazany na karę 25 lat pozbawienia wolności i 10 lat pozbawienia praw publicznych. Prokurator domagał się kary śmierci. Sąd wziął pod uwagę opinię biegłych psychiatrów, którzy stwierdzili, że w chwili dokonywania morderstw, sprawca miał w znacznym stopniu ograniczoną możliwość rozumienia znaczenia czynu, jaki kierowania swoim postępowaniem. Został osadzony w zakładzie karnym w Strzelcach Opolskich, w którym przebywał do 27 kwietnia 1994. Został przedterminowo zwolniony ze względu na wzorowe zachowanie w trakcie odbywania kary. 
Po opuszczeniu zakładu karnego Firsowicz powrócił do rodzinnego Widowa. Lokalni mieszkańcy kilkukrotnie pobili go w akcie zemsty. Bał się do tego stopnia, że do sklepu wychodził w przebraniu, doklejając sobie sztuczną brodę. Ostatecznie wyprowadził się do Warszawy. Zmarł 12 listopada 2004 i został pochowany na cmentarzu Północnym w Warszawie.

## Ofiary
| L.p. | Ofiara              | Wiek | Data morderstwa  | Miejsce morderstwa |
| ---- | ------------------- | ---- | ---------------- | ------------------ |
| 1.   | Antonina Weremiejuk | 10   | 9 stycznia 1971  | Widowo             |
| 2.   | Teresa Olszowy      | 14   | 26 sierpnia 1976 | Siemiatycze        |
| 3.   | Barbara Iwaniuk     | 19   | 1 listopada 1977 | Bielsk Podlaski    |